# Mongolija
Mongolija je rijetko naseljena kontinenska država u Aziji, između Srednje i Istočne Azije, koja na sjeveru graniči s Rusijom, a na jugu s Kinom. Glavni grad je Ulaanbaatar.
U starijim dokumentima može se naći još i ime Vanjska Mongolija (za razliku od Unutrašnje Mongolije koja je kao autonomija dio Kine).

## Povijest
Još u antičko vrijeme Mongoliju su zbog surove klime naseljavala gotovo isključivo nomadska plemena stočara. Sporadično su postojala manja naselja Samojeda i Ujgura, kao i neka pod kineskim utjecajem.
Još u to vrijeme dolazilo je do napada pojedinih plemena na Kinu i na putu svile koji je prolazio zapadnom i središnjom Azijom. U srednjem vijeku uspjelo je Džingis-kanu (1155. – 1227.) ujediniti mongolska plemena u državu koja je nekoliko stoljeća vladala svjetskim carstvom, koje je 1240. dosezalo do Srednje Europe. Njegov unuk Kublaj-kan (†1294. u Pekingu ) osnovao je u Kini dinastiju Yuan i budističkim svećenicima prenio pravo upravljanja Tibetom. Nakon nekoliko razdoblja slabosti oko 1400. je pod Timur Lenkom opet stvoreno veliko carstvo koje je kasnije u razdoblju između 1690. i 1757. prešlo na kinesku dinastiju Qing .
Nakon njezina sloma 1911. Mongolija je proglasila nezavisnost, što je, unatoč ruskoj pomoći, potrajalo do 1921., kad su kineske snage (sjeverni militaristi) konačno istjerane iz zemlje. 1924. godine proglašena je Narodna Republika Mongolija, i postala je satelitska država SSSR-a. Zbog sovjetskih težnji za pretvaranjem Mongolije u modernu komunističku državu, gotovo u potpunosti je uništeno tradicijsko nomadsko stočarstvo, što je uzrokovalo velike gospodarske probleme. Za vrijeme staljinističkih čistki ubijeno je oko 38 000 Mongola, među ostalima, gotovo svi intelektualci i oko 18 000 budističkih redovnika. Gotovo svi budistički samostani sa svim svojim kulturnim blagom i knjižnicama nepovratno su uništeni.
Na krilima promjena u Srednjoj i Istočnoj Europi pojavio se 1990. i u Mongoliji demokratski pokret, a prvi slobodni izbori održani su 1992. Danas je demokracija u Mongoliji stabilnija nego u bilo kojoj drugoj državi središnje Azije.
Od 1990. do 1996. vladali su reformirani komunisti, a onda do 2000. Demokratska stranka. Od 2004. na vlasti je velika koalicija reformiranih komunista i demokratskih stranaka.

## Zemljopis
Mongolija je vrlo rijetko naseljena zemlja stepa, planina i pustinja. S 1,565.501 km² ona je 18. država po veličini od ukupno 194 države, tek nešto malo manja od Irana. Ali, za razliku od Irana, sa svojih 2,66 milijuna stanovnika ima samo 4 posto njegovog stanovništva - isto koliko i 140 puta površinom manji otok Jamajka. Takva rijetka naseljenost neće se, vjerojatno, u ovom stoljeću ozbiljnije mijenjati, iako je istina da se stanovništvo Mongolije u zadnjih 30 godina udvostručilo.

## Klima
Zbog suhe, izraženo kontinentalne klime tijekom godine temperatura izrazito oscilira. Zimi prosječna dnevna temperatura kreće se oko -25°C, a ljeti je prosječno +25°C čime su razlike 2-3 puta veće nego u Zapadnoj Europi. Srednja godišnja količina padalina je jedva iznad 200 mm. No s druge strane klimatske razdjelnice koju ovdje čini Mongol Shan, gorje kojim istovremeno prolazi i granica prema (danas Kineskoj Unutrašnjoj Mongoliji) Južnoj Mongoliji, količina padalina dosiže 400 mm.
Položaj na centralnoazijskoj visoravni donosi Mongoliji jednu od ekstremnih kontinentalnih, ali i aridnih klima na svijetu. Već su razlike u prosječnim temperaturama između dana i noći neobično velike, dok one između zime i ljeta dosižu čak 100°C. To je razlog zbog kojeg se u Mongoliji nalaze najjužnija područja trajno zaleđene zemlje koja se, osim najgornjih nekoliko centimetara, nikada ne odledi, a osim toga i najsjevernije pustinje na Zemlji. Samo 10 % zemlje je šumovito, (pretežno u planinama sjevera i zapada), a manje od 1% je obradivo.

## Stanovništvo
Velika većina stanovništva pripada narodu Mongola oko 90%. Na zapadu zemlje živi nešto malo Kazaha (oko 4%) i zanemarivi broj pripadnika raznih drugih naroda. Prirast stanovništva u Mongoliji je oko 2,2 posto. Prema podacima UN-a pismenost među odraslima je veća od 98 posto, a nekoliko tisuća studenata školuje se na zapadu. Mongolski se uobičajeno koristi ćiriličnim pismom.
Glavna religija je lamaizam (tibetanski oblik budizma), a uz to veliku ulogu ima i šamanizam. Kazasi na zapadu zemlje pripadaju islamu. U zemlji djeluje i katolička zajednica, s Apostolskom prefekturom Ulaanbaatara i osam župa.
Papa Franjo posjetio je od 1. do 4. rujna 2023. Ulaan Baatar, što je prvi posjet nekog pape Mongoliji.

## Upravna podjela
Mongolija je podijeljena na 21 pokrajinu i jedan grad. Pokrajine se dalje dijele na uprave jedinice usporedive s hrvatskim županijama (ima ih 329), a one opet na okruge slične općinama (ukupno 1620).
Glavni grad Ulaanbaatar je Savezni distrikt.

## Gospodarstvo
Mongolsko gospodarstvo je pretežno poljoprivredno; tradicijski proizvodi su meso, mlijeko i vuna. Osim toga, proizvodi se nešto žitarica (na samo nekoliko promila površine), krumpir i povrće. U ukupnom društvenom bruto proizvodu poljoprivreda - jednako kao i industrija - sudjeluje s nepunih 30 posto.
Rudno bogatstvo Mongolije sastoji se uglavnom od ugljena, nekih minerala, bakra, nafte, zlata i srebra .
Nakon dužega razdoblja stagnacije (1990. – 2002.), gospodarstvo se oporavljalo i pokazivalo rast od 5,3 do 10 posto. Taj rast počiva većim dijelom na uslužnim djelatnostima čiji je udio u ukupnom gospodarstvu narastao na oko 40 posto, i na nešto povoljnijim svjetskim cijenama bakra i zlata. Međutim, rezultat tog porasta uglavnom je zaobišao siromašno stanovništvo. Ispod granice siromaštva i dalje živi oko 36 posto stanovništva, slično kao i 1990. Teške godine reformi povećale su doduše udio privatnoga poduzetništva na oko 80 posto, ali su se povećale društvene razlike kao i one između grada i sela. Vlada barata podatkom od oko 4% nezaposlenih, međutim, neki međunarodni stručnjaci smatraju da je procjena od oko 25% bliža istini.

## Kultura

### Tradicija
Mongoli su tradicijski nomadski narod, narod jahača. Do sredine XX. st. njihov svakodnevni život bio je neraskidivo povezan s konjima. Još i danas izvan gradova djeca nauče jahati prije nego što prohodaju. Nakon 1990. godine, ljudi se pokušavaju vratiti svojim korijenima i nomadskom životu.

### Državni praznici
Mongolski nacionalni praznik je 11. srpnja i zove se Naadam. Na taj dan sjećaju se revolucije od 1921. kada je protjerana kineska okupacijska vojska. Međutim, cijena za to je plaćena velikom ovisnošću o tadašnjemu SSSR-u. U to se vrijeme održavaju natjecanja u mongolskome hrvanju, gađanju lukom i konjičke utrke jednogodišnjaka.
Dan 26. studenog je također nacionalni praznik u čast osnivanja Narodne Republike Mongolije 1924. godine.

## Šport
Boksač Enkhbatyn Badar-Uugan osvojio je zlatno odličje na Olimpiskim igrama u Pekingu 2008., što je drugo olimpijsko zlato za Mongoliju u povijesti.

## Vanjske poveznice
Sestrinski projekti
|  | Zajednički poslužitelj ima stranicu o temi Mongolija    |
|  | Zajednički poslužitelj ima još gradiva o temi Mongolija |
|  | Wječnik ima rječničku natuknicu Mongolija               |